# South West Trains

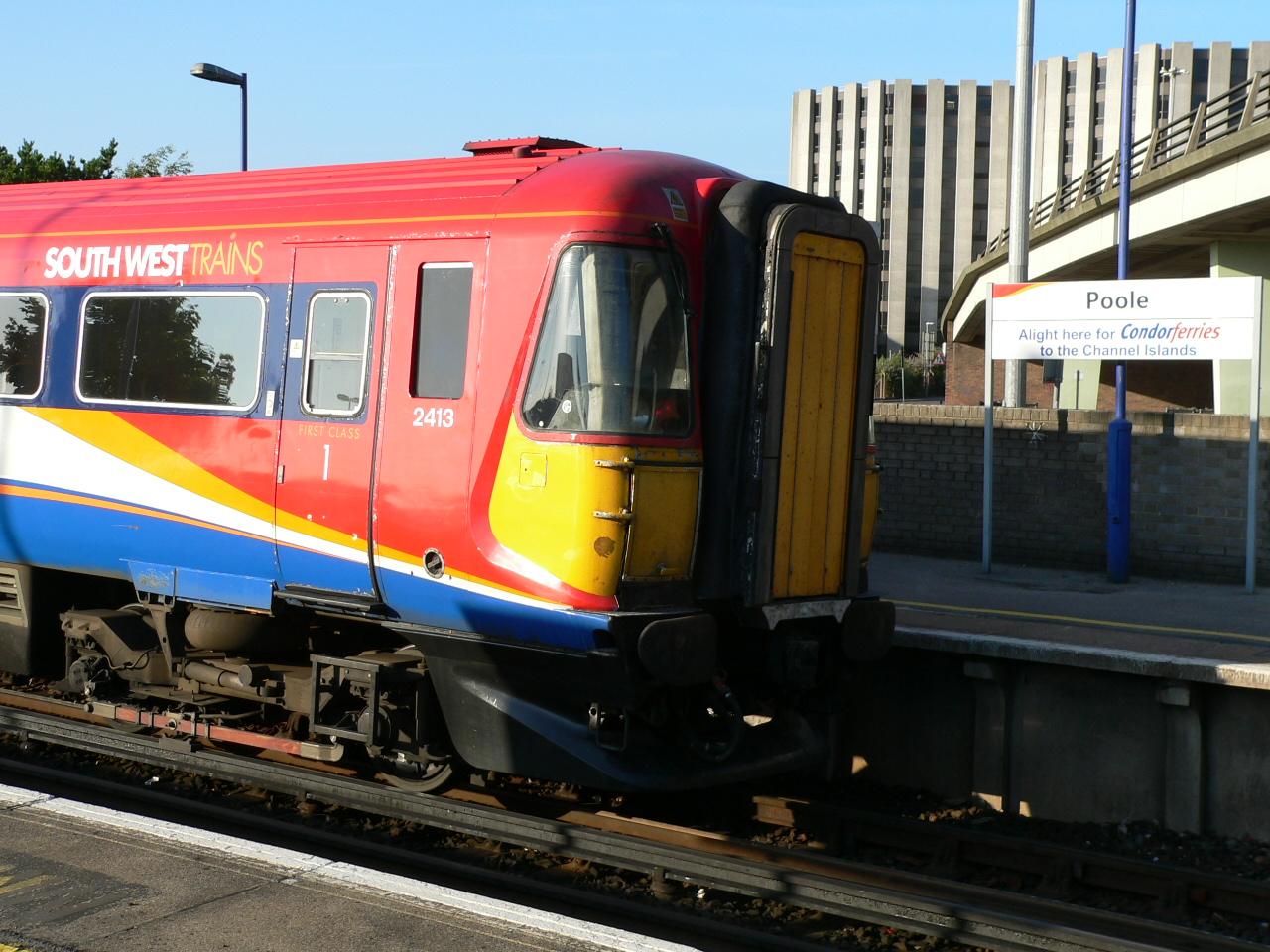
Logo firmy widoczne na pociągu typu British Rail Class 442 (obecnie wycofanym z eksploatacji)

South West Trains – brytyjski przewoźnik kolejowy posiadający koncesję na obsługę grupy tras podmiejskich i regionalnych, w części Anglii znajdującej się na południowy zachód od Londynu. Firma rozpoczęła działalność w lutym 1996, od tego czasu dwukrotnie udawało jej się obronić swoją koncesję w kolejnych przetargach. Obecny okres koncesyjny rozpoczął się w lutym 2007 i potrwa 10 lat. Firma należy do grupy transportowej Stagecoach. Łącznie obsługuje 213 stacji, na 177 z nich pełni również rolę administratora.

## Tabor
Tabor firmy składa się obecnie z następujących jednostek:
- British Rail Class 73 (3 sztuki)
- British Rail Class 158 (11 zestawów)
- British Rail Class 159 (30 zestawów)
- British Rail Class 421 (2 zestawy)
- British Rail Class 444 (45 zestawów)
- British Rail Class 450 (127 zestawów)
- British Rail Class 455 (91 zestawów)
- British Rail Class 458 (30 zestawów)
- British Rail Class 483 (6 zestawów)
- British Rail Class 960 (1 zestaw)